# Guerra gótica (424-425)
La guerra gótica de los años 424 y 425 fue un conflicto bélico ocurrido en el Imperio romano de Occidente. Enfrentó a los visigodos contra un ejército imperial dirigido por Aecio y reforzado con contingentes hunos. Se enmarca dentro de las campañas militares que tuvo que emprender el Imperio occidental para intentar restablecer el control de su territorio tras el caos ocasionado por la guerra civil entre Juan y Teodosio II.

## Antecedentes
En 418 el Imperio occidental había concedido un asentamiento a los visigodos en el suroeste de la Galia para finalizar la larga guerra que había mantenido con ellos entre los años 408 y 416. El territorio asignado incluía el acceso a la costa atlántica pero dejaba en manos romanas la parte mediterránea donde se situaban los principales puertos, entre ellos, la rica ciudad de Arlés donde, desde 407, había sido situada la capital de la prefectura del pretorio de las Galias. Los términos del acuerdo establecían que los visigodos debían actuar como aliados del Imperio pero la relación se deterioró pronto ya que el contingente militar que proporcionaron con ocasión de la campaña contra los vándalos en 422 abandonó a los romanos poco antes de la batalla final de la misma.
La muerte del emperador Honorio en 423 sin sucesor provocó una guerra civil entre Juan, quien había sido proclamado emperador occidental, y Teodosio II, el emperador oriental en ese momento. Dentro del Imperio occidental, el nuevo gobierno no contó con un apoyo unánime de tal manera que se tuvo que enviar a la diócesis de África al mermado ejército italiano para intentar sofocar la rebelión de Bonifacio, campaña que se saldó con un fracaso lo que fue aprovechado por los seguidores de la dinastía teodosiana para rebelarse en Arlés donde asesinaron al prefecto del pretorio de las Galias y los principales oficiales militares que apoyaban a Juan.

## Desarrollo

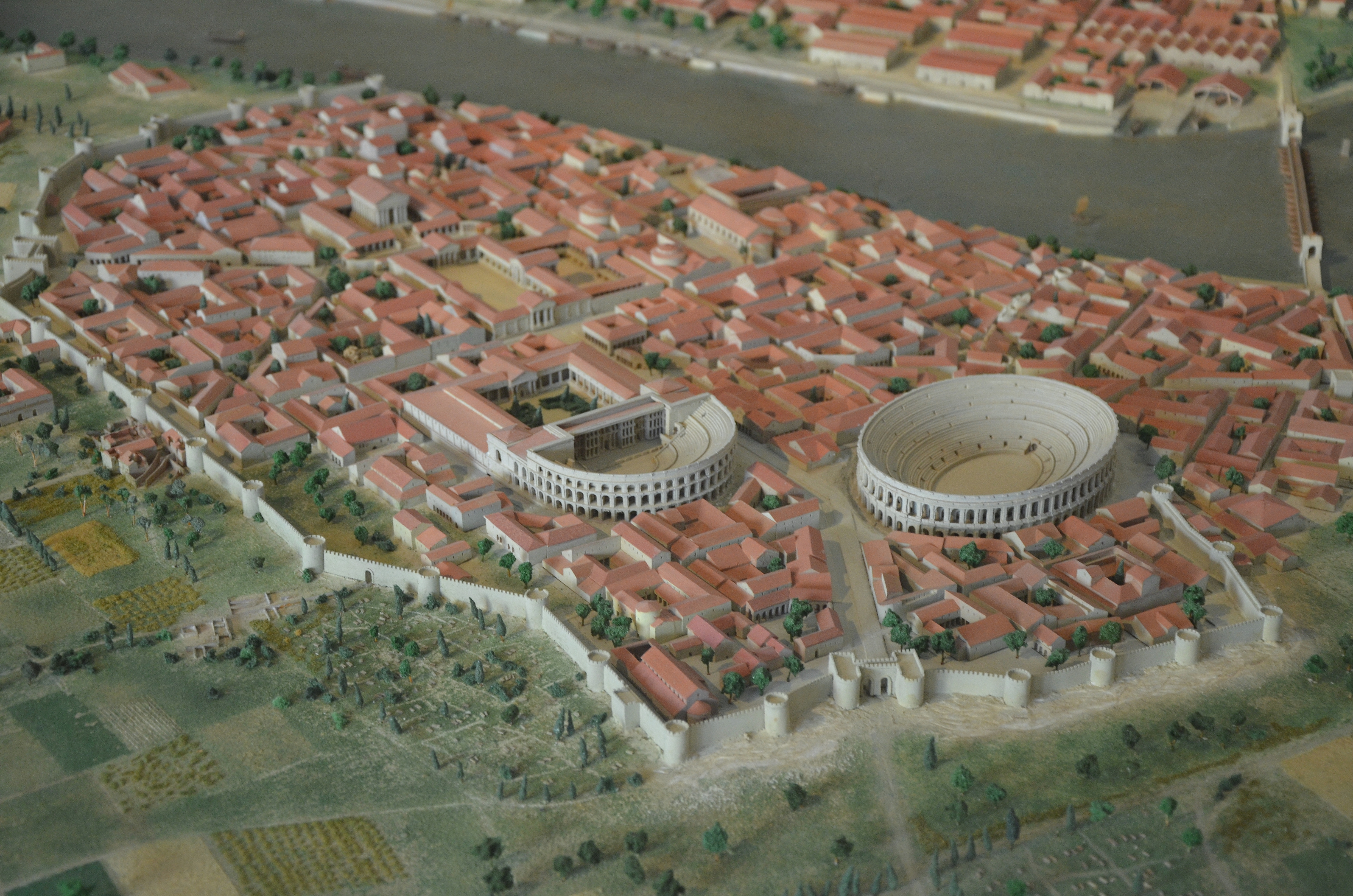
Maqueta de la ciudad romana de Arelate (Arlés). Era la capital de la prefectura del pretorio de las Galias y fue el primer objetivo de los visigodos para expandir su territorio.

Arlés estaba situada junto al río Ródano y cerca de su desembocadura en el Mediterráneo lo que la había convertido en un importante puerto comercial. Su riqueza y posición le hacía muy apetecible para los visigodos quienes aprovecharon la confusión de la guerra civil en curso y el motín ocurrido en la ciudad para intentar hacerse con ella. Un ejército de este pueblo partió de Tolosa y se dirigió directamente a la ciudad sin distraerse con el ataque a las poblaciones en su camino; cruzaron el río y pusieron a la ciudad bajo asedio. Arlés, sin embargo, contaba con buenas murallas y la posibilidad de ser abastecida por vía fluvial lo que permitió a sus defensores aguantar el cerco durante el invierno de 424-425 a la espera de que el gobierno de Rávena enviase refuerzos.
Juan no pudo destinar a ningún contingente para ayudarles ya que estaba inmerso en su propia defensa frente al ataque de las tropas romanas orientales que, finalmente, lo capturaron y ejecutaron en mayo de 425. Algunos días después de su muerte, llegó Aecio con tropas hunas en su ayuda y se enfrentó con el ejército oriental junto a Rávena sin que ninguno de los dos pudiera imponerse claramente.  Esto llevó a negociaciones entre ambos que finalizaron con un acuerdo que otorgaba a Aecio el cargo de comes militar dentro del nuevo gobierno.  Se le asignó, entonces, como primera misión el dirigirse a la ciudad de Arlés para levantar el asedio al que estaba sometida por los visigodos.
Aunque buena parte del ejército huno había regresado a su territorio, el general romano retuvo a un importante contingente como ejército personal y con ellos se dirigió hacia la Galia. Eran soldados de caballería y no tardarían muchos días en cruzar los Alpes para llegar cerca de la ciudad. Los visigodos tuvieron que tener noticias de su aproximación y como su posición estratégica era delicada porque se encontraban entre el río y el frente de ataque del ejército huno, decidieron levantar el cerco y huir antes de que Aecio llegase con sus tropas.

## Consecuencias y acontecimientos posteriores
El ataque visigodo a Arlés fue el primer intento que realizaron para expandir el territorio que el Imperio les había concedido en 418. Acabó por romper las relaciones entre ellos y el gobierno imperial que ya se habían deteriorado cuando el contingente visigodo abandonó a Castino durante la campaña contra los vándalos dos años antes. Apenas cinco años después, volvieron a intentar expandir su territorio hacia el Mediterráneo. Para Aecio, por su parte, significó el inicio de una exitosa carrera militar durante la que restablecería buena parte del control imperial perdido en la Galia y que le llevaría a ser el gobernante de facto del Imperio occidental a partir del año 435.